# John Hodnett
Pas d'image ? Cliquez ici

a Compétitions nationales et continentales officielles uniquement.

b Matchs officiels uniquement.
Dernière mise à jour le 8 mars 2025.
John Hodnett, né le 10 janvier 1999 à Rosscarbery (Irlande), est un joueur irlandais de rugby à XV jouant au poste de troisième ligne aile au Munster en United Rugby Championship depuis 2020.

## Biographie

### Jeunesse et formation
Né à Rosscarbery, dans le comté de Cork, John Hodnett fréquente l'école Mount Saint Michael's et commence à jouer au rugby avec le club de la ville de Clonakilty, ne s'engageant pleinement dans ce sport que lorsqu'il a été sélectionné dans l'équipe des moins de 18 ans du Munster, après avoir pratiqué des sports gaéliques,. Il étudie l'enseignement de l'éducation physique et des mathématiques à l'University College Cork et effectue un stage d'enseignement à l'école St Munchin's College de Limerick.
Après avoir fait quelques apparitions en Coupe celtique 2018-2019, avec l'équipe réserve du Munster, Hodnett est intégré au centre de formation du Munster en vue de la saison 2019-2020.

### Carrière au Munster
John Hodnett, fait ses débuts professionnels avec le Munster le 14 février 2020, à l'occasion de la onzième journée de Pro14 de la saison 2019-2020, contre les Southern Kings. Il est titularisé et marque un essai dans une victoire 68-3. Pour sa première, il est élu homme du match.
Il commence ensuite la saison 2020-2021 en réalisant de très bonnes performances, mais sa progression est freinée par une blessure au tendon d'Achille survenue durant un entraînement en novembre 2020, nécessitant une intervention chirurgicale et l'éloignant des terrains pendant de nombreux mois. Il manque ainsi la finale du championnat perdue par les siens 16 à 6 face au Leinster,.
Il fait son retour à la compétition en octobre 2021, en début de saison 2021-2022, lors d'un match contre les Ospreys. Quelque temps plus tard, au mois de décembre, il est titulaire pour la première fois avec sa province depuis treize mois, dans un match de Coupe d'Europe contre les Wasps, qui est également son premier match de sa carrière dans cette compétition,. Au mois de janvier 2022, il prolonge son contrat d'un an avec le Munster. Cette saison, il joue au total seize matchs toutes compétitions confondues et marque un essai.
En 2022-2023, John Hodnett réalise sa première saison complète dans sa carrière. Il réalise de très bonne performance, s'imposant comme un titulaire dans la troisième ligne du Munster. Il joue dix-neuf rencontres dont quatorze titularisation, marquant trois essais. Cette saison, le Munster est dans un premier temps éliminé dès les huitièmes de finale de Champions Cup par l'équipe sud-africaine des Sharks, mais se qualifie toutefois en finale du United Rugby Championship après avoir battu le Leinster en demi-finale. En finale, les Irlandais affrontent les Sud-Africains des Stormers. Hodnett est titulaire en troisième ligne, aux côtés de Peter O'Mahony et Gavin Coombes, et marque un essai décisif dans cette rencontre qui voit le Munster s'imposer 19 à 14 et remporter cette compétition pour la première fois depuis 2011,. John Hodnett remporte quant à lui le premier titre de sa carrière et est élu homme du match. À la fin de cette saison, il remporte également le prix de Tackle Machine, récompensant le joueur possédant le meilleur pourcentage de plaquages réussis dans tout le championnat. Il l'emporte avec 151 plaquages réussis pour un taux de réussite de 96%.

### Carrière internationale
John Hodnett est sélectionné pour la première fois en équipe d'Irlande des moins de 20 ans pour le Tournoi des Six Nations des moins de 20 ans 2019. Il joue tous les matchs du tournoi, marquant un essai, dans ce tournoi qui voit son pays s'imposer en réalisant le Grand Chelem. Puis, il est convoqué pour le championnat du monde junior de la même année. Il joue les deux premiers matchs avant de se blesser au genou, mettant fin à son tournoi.
En septembre 2022, il est sélectionné avec l'équipe Emerging Ireland (en) pour participer à plusieurs rencontres amicales en Afrique du Sud. Il entre en jeu lors de la victoire 54-7 contre les Griquas, puis est titularisé lors de la victoire 21-14 contre les Cheetahs.
Au mois de février 2025, il est sélectionné pour la première fois de sa carrière en équipe d'Irlande, afin de pallier des blessures durant le Tournoi des Six Nations.

## Statistiques

### En province
| Saison        | Club          | Championnat               | Championnat | Championnat | Coupe d'Europe | Coupe d'Europe | Coupe d'Europe |
| Saison        | Club          | Compétition               | Matchs      | Essais      | Compétition    | Matchs         | Essais         |
| ------------- | ------------- | ------------------------- | ----------- | ----------- | -------------- | -------------- | -------------- |
| 2019-2020     | Munster       | Pro14                     | 2           | 1           | Coupe d'Europe | -              | -              |
| 2020-2021     | Munster       | Pro14                     | 3           | -           | Coupe d'Europe | -              | -              |
| 2020-2021     | Munster       | Pro14 Rainbow Cup         | -           | -           | Coupe d'Europe | -              | -              |
| 2021-2022     | Munster       | United Rugby Championship | 10          | 1           | Coupe d'Europe | 6              | -              |
| 2022-2023     | Munster       | United Rugby Championship | 14          | 2           | Champions Cup  | 5              | 1              |
| Total Munster | Total Munster | Total Munster             | 29          | 4           | Coupe d'Europe | 11             | 1              |

### Internationales
John Hodnett a disputé sept matchs avec l'équipe d'Irlande des moins de 20 ans en une saison, prenant part à une édition du Tournoi des Six Nations des moins de 20 ans en 2019 et à une édition du Championnat du monde junior en 2019. Il a inscrit deux essais, soit dix points.

## Palmarès

### En province
- Munster
  - Finaliste du Pro14 en 2021
  - Vainqueur du United Rugby Championship en 2023

### En sélection nationale
- Irlande -20
  - Vainqueur du Tournoi des Six Nations des moins de 20 ans en 2019 (Grand Chelem)

### Distinctions personnelles
- Tackle Machine[N 1] du United Rugby Championship en 2023